# Les Pirates !
Les Pirates ! (titre original : The Pirates!) est une série de romans humoristiques publiée par l'écrivain britannique Gideon Defoe à partir de 2004. Elle met en scène les aventures d'un équipage de pirates dans un univers mi-historique, mi-fantastique. 

## Histoire éditoriale
En Grande-Bretagne, les quatre premiers livres de la série ont été publiés par Orion Books. Le cinquième, paru en 2012, a été édité par Bloomsbury. En France, les quatre premiers tomes ont été publiées par Le Dilettante, et le cinquième par les éditions Wombats.

## La série
1. Les Pirates ! dans une aventure avec les savants, 2006 ((en) The Pirates! in an Adventure with Scientists, 2004)  (ISBN 2-84263-123-4)
2. Les Pirates ! dans une aventure avec les baleines, 2007 ((en) The Pirates! in an Adventure with Whaling, 2005)  (ISBN 2-84263-137-4)
3. Les Pirates ! dans une aventure avec les communistes, 2008 ((en) The Pirates! in an Adventure with Communists, 2006)  (ISBN 2-84263-153-6)
4. Les Pirates ! dans une aventure avec Napoléon, 2012 ((en) The Pirates! in an Adventure with Napoleon, 2008)  (ISBN 978-2-84263-717-0)
5. Les Pirates ! dans une aventure avec les Romantiques, 2012 ((en) The Pirates! in an Adventure with the Romantics, 2012)  (ISBN 2919186167)

## Adaptation au cinéma
Le livre Les Pirates ! dans une aventure avec les savants fait l'objet d'une libre adaptation en un long métrage d'animation en pâte à modeler, Les Pirates ! Bons à rien, mauvais en tout (The Pirates! In an Adventure with Scientists!, intitulé The Pirates! Band of Misfits aux Etats-Unis), réalisé par le studio britannique Aardman Animations, et dont Gideon Defoe a signé le scénario. Le film est sorti fin mars 2012 en Grande-Bretagne.